# Napoleon Liberys
Napoleon Liberys, łot. Napoleons Liberis (ur. 2 września 1903 w Rydze, zm. 28 czerwca 1972 w Wielkiej Brytanii) – działacz polonijny na Łotwie międzywojennej, radny Rygi, żołnierz armii Andersa. 

## Życiorys
Ukończył gimnazjum polskie w Rydze, później studiował na Politechnice Ryskiej, gdzie w 1925 założył Polskie Stowarzyszenie Akademickie na Łotwie. Był delegatem na II Zjazd Polaków z Zagranicy, który odbył się w dniach 6–9 sierpnia 1934. 
Po aneksji Łotwy przez ZSRR w 1940, zesłany do łagru, który opuścił w 1941 udając się wraz z armią Andersa na Zachód. Walczył w 2 Korpusie we Włoszech. 
Zmarł na emigracji. 